# Wissam Ben Yedder
Wissam Ben Yedder (* 12. August 1990 in Sarcelles) ist ein französisch-tunesischer Fußballspieler. Der Stürmer seht seit April 2025 im Iran beim Sepahan FC unter Vertrag und ist ehemaliger französischer Nationalspieler.

## Karriere

### Verein

#### Anfänge
Ben Yedders Eltern stammen aus Tunesien; er besitzt neben der französischen auch die tunesische Staatsangehörigkeit. Ben Yedder begann seine fußballerische Laufbahn in seiner Heimatstadt beim FCM Garges-lès-Gonesse. Nach sieben Jahren wechselte er zum US Saint-Denis. In dieser Zeit widmete sich Ben Yedder überwiegend dem Futsal-Sport und hat es in dieser Disziplin sogar zum A-Nationalspieler gebracht (zwei Länderspiele für Frankreich, darin ein Torerfolg). 2009 entschied er sich dennoch für den Fußball und wechselte zum Viertligisten UJA Alfortville.

#### FC Toulouse
Im Sommer 2010 wurde Ben Yedder vom Erstligisten FC Toulouse verpflichtet. Sein Debüt in der Ligue 1 gab er am 16. Oktober 2010 bei der 0:2-Niederlage im Heimspiel gegen Paris Saint-Germain. Sein erstes Tor erzielte er am 21. April 2012 bei der 1:2-Niederlage gegen den FC Évian Thonon Gaillard. Bei Toulouse hat er sich seit der Saison 2012/13 zu einem torgefährlichen Angreifer entwickelt und in der Spielzeit 2013/14 sogar den zweiten Rang der Ligatorjägerliste belegt. Am 29. November 2014 kam er bei der 2:3-Niederlage im Heimspiel gegen den FC Lorient zu seinem 100. Einsatz in der Ligue 1.

#### FC Sevilla
Zur Spielzeit 2016/17 wechselte Ben Yedder zum FC Sevilla in die spanische Primera División und unterschrieb dort einen Fünfjahresvertrag. Mit dem FC Sevilla spielte er in der Champions League und traf am 27. September 2016 mit dem Tor zum 1:0-Endstand gegen Olympique Lyon erstmals in diesem Wettbewerb. In der Spielzeit 2017/18 erzielte Ben Yedder am 13. März 2018 beide Tore beim 2:1-Sieg im Achtelfinal-Rückspiel bei Manchester United und verhalf seiner Mannschaft damit zum ersten Viertelfinal-Einzug seit 60 Jahren. Am 23. September 2018 erzielte er im Ligaspiel gegen UD Levante (6:2) drei Tore und legte einen weiteren Treffer auf.

#### AS Monaco
Am 14. August 2019 schloss Ben Yedder sich dem französischen Erstligisten AS Monaco an und unterschrieb einen Fünfjahresvertrag.

#### Sepahan FC
Im März 2025 unterschrieb er einen Vertrag bei dem iranischen Verein Sepahan FC.

### Nationalmannschaft
Ben Yedder debütierte am 7. September 2012 bei der 1:2-Niederlage gegen die Slowakei für die französische U21-Auswahl. Nach einer Feier in einem Pariser Nachtclub wurde er im November 2012 gemeinsam mit seinen Kollegen Yann M’Vila, Chris Mavinga, Antoine Griezmann und M’Baye Niang vom französischen Fußballverband für über ein Jahr für alle Länderspiele gesperrt und kam auch anschließend nicht mehr zum Einsatz.
Im März 2018 wurde Ben Yedder von Nationaltrainer Didier Deschamps erstmals für den Kader der französischen A-Nationalmannschaft nominiert und absolvierte sein erstes A-Länderspiel am 23. März 2018 bei der 2:3-Niederlage im Testspiel gegen Kolumbien. Für die WM-Endrunde in Russland wurde er nicht berücksichtigt.
Bei der Europameisterschaft 2021 gelangte er mit der französischen Auswahl bis ins Achtelfinale, ehe Frankreich dort gegen die Schweiz im Elfmeterschießen ausschied.

## Erfolge und Auszeichnungen
- UEFA-Nations-League-Sieger: 2021
- Spieler des Monats der Ligue 1: Dezember 2019, Januar 2022 und Januar 2023